# Atari DUAL 68000 Based
Atari DUAL 68000 Based es una placa de arcade creada por Atari destinada a los salones arcade.

## Descripción
El Atari DUAL 68000 Based fue lanzada por Atari en 1989.
El sistema tenía dos procesadores Morotola 68000P8 trabajando a 7.159090 MHz. Con respecto al audio, este estaba compuesto por un procesador 6502 trabajando a 1.7895 MHz y manejando dos chips de sonido: El Yamaha YM2151 a una velocidad de 3.579 MHz y un TMS5220 a 650.727 kHz.
En esta placa funcionaron 2 títulos.

## Especificaciones técnicas

### Procesador
- Morotola 68000P8 trabajando a 7.159090 MHz

### Audio
- 6502 a 1.7895 MHz

Chips de sonido:
- - Yamaha YM2151 a 3.579 MHz
  - TMS5220 a 650.727 kHz

## Lista de videojuegos
- Escape from the Planet of the Robot Monsters
- ThunderJaws